# Februari 2011
Dit artikel geeft een chronologisch overzicht van belangrijke gebeurtenissen per dag in de maand februari van het jaar 2011.

## Gebeurtenissen

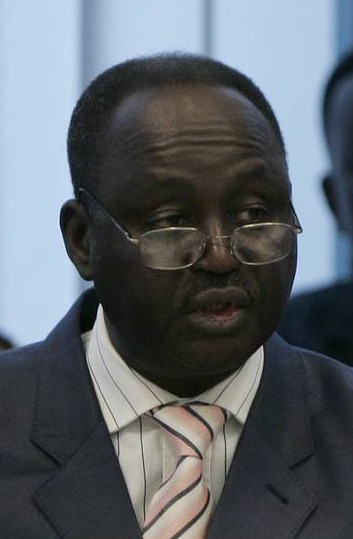
François Bozizé

### 1 februari
- Door ijzel ontstaan veel ongevallen op wegen in het oosten van het Nederland.
- Onder druk van de massale betogingen tegen zijn bewind maakt de Egyptische president Hosni Moebarak bekend dat hij in september bij de presidentsverkiezingen niet herkiesbaar zal zijn. (Lees verder)
- Tjibbe Joustra volgt Pieter van Vollenhoven op als voorzitter van de Onderzoeksraad voor Veiligheid.
- Mededingingsautoriteit NMa doet een inval bij D-reizen, de grootste keten van reisbureaus van Nederland.

### 2 februari
- In de Centraal-Afrikaanse Republiek wint uittredend staatshoofd François Bozizé van de sociaaldemocratische KNK de presidentsverkiezingen met 66,1% van de stemmen. Voormalig president Ange-Félix Patassé wordt tweede en behaalt 20,1%.
- De Amerikaanse president Barack Obama zet zijn handtekening onder het kernwapenverdrag met Rusland. Het Nieuwe START-verdrag is een van de pijlers onder zijn beleid om de banden met Moskou aan te halen.
- Ibrahim Afellay maakt zijn eerste treffer voor zijn nieuwe club FC Barcelona. De voormalige middenvelder van PSV brengt in de bekerreturn bij UD Almería de derde en laatste treffer van zijn ploeg op zijn naam (0-3).

### 3 februari
- De Egyptische president Hosni Mubarak wil best aftreden, maar kan dat niet doen omdat er dan een grote chaos zal ontstaan in zijn land, zegt hij in een interview met het Amerikaanse ABC News.
- De UEFA waarschuwt voetbalfans voor de aankoop van valse kaartjes voor het EK voetbal 2012 in Polen en Oekraïne.
- Abdelaziz Bouteflika, president van Algerije, belooft de al negentien jaar van kracht zijnde noodtoestand spoedig op te heffen.
- De film Les amours imaginaires van regisseur Xavier Dolan wint op het Filmfestival Rotterdam (IFFR) de prijs van de jongerenjury.
- Boekenclub ECI sluit alle achttien winkels, omdat die niet meer rendabel doordat het ledental steeds verder afneemt en steeds meer mensen hun boeken, muziek en films online kopen.
- Dj Robert Jensen stopt per direct bij Radio Veronica.

### 4 februari
- De voormalige premiers Mahamadou Issoufou en Seyni Oumarou behalen de meeste stemmen bij de eerste ronde van de presidentsverkiezingen in Niger en gaan door naar de tweede ronde op 12 maart.
- Meerdere deelgemeenten in Rotterdam stoppen voorlopig met het etnisch registreren van onder andere probleemjongeren.
- Tijdens de veertigste editie van het International Film Festival Rotterdam (IFFR) ontvangen The Journals of Musan van Park Jung-Bum (Zuid-Korea), Finisterrae van Sergio Caballero (Spanje) en Eternity van Sivaroj Kongsakul (Thailand) een Tiger Award.
- Hans Textiel, een textielsupermarkt met 160 vestigingen en 800 man personeel, balanceert op de rand van de afgrond. Het bedrijf maakt bekend dat het hoofdkantoor en het distributiecentrum worden gesloten.
- Marcelo Bielsa legt zijn functie neer als bondscoach van het Chileens voetbalelftal.

### 5 februari
- Een groep van ongeveer veertig vrouwen houdt een zeer zeldzame demonstratie in de Saoedische hoofdstad Riyad. Ze riepen op tot vrijlating van terreurverdachten die zonder proces in de gevangenis zitten.
- Tienduizenden ontevreden Serviërs houden in Belgrado de grootste oppositiebetoging in jaren.
- Schaatser Karlo Timmerman wint de alternatieve Elfstedentocht op de Oostenrijkse Weissensee.
- Bobsleesters Esmé Kamphuis en Judith Vis zorgen voor het beste Nederlandse wereldbekerresultaat ooit. Het Nederlandse tweetal eindigt bij de achtste en laatste WB-wedstrijd van het seizoen op de olympische baan van 2006 in Cesana als tweede.

### 6 februari
- Een commissie gaat voorstellen doen voor herziening van de Egyptische grondwet. Daarover zijn de deelnemers aan overleg tussen het regime en verscheidene oppositiegroepen, waaronder de Moslim Broederschap, het eens geworden na overleg met vicepresident Omar Suleiman.
- De Tunesische minister van Binnenlandse Zaken schort alle activiteiten en vergaderingen op van de voormalige regeringspartij van de gevluchte president Zine al-Abidine Ben Ali.
- Robert Kubica raakt ernstig gewond. De Poolse Formule 1-coureur van Lotus Renault crasht met zijn Skoda Fabia op weg naar de start van de rally Ronde di Andora, in de buurt van Genua.

### 7 februari
- De Tunesische regering heeft met het oog op de aanhoudende onrust in het land legerreservisten opgeroepen. Militairen die in de afgelopen vijf jaar met pensioen zijn gegaan, alsmede dienstplichtigen die pas zijn afgezwaaid, dienen zich voor dienst te melden.
- Op Kaapverdië wint de sociaaldemocratische PAICV van premier José Maria Pereira Neves de parlementsverkiezingen, waardoor Neves kan aanblijven als regeringsleider.
- Iets meer dan een uur duurt de eenmalige rentree van tennissers Jacco Eltingh en Paul Haarhuis op de ATP Tour. Het ooit zo succesvolle dubbel wordt in de eerste ronde van het ABN Amro-toernooi in Rotterdam uitgeschakeld door het Poolse duo Mariusz Fyrstenberg en Marcin Matkowski.
- Baskische separatisten lanceren een nieuwe politieke partij. De partij verwerpt het geweld van de Baskische afscheidingsbeweging ETA.
- Provinciale Staten in Utrecht spreken zich uit tegen de komst van megastallen.

### 8 februari
- Scholen mogen geen hoofddoekjesverbod invoeren, ook al zijn zij van mening dat deze in strijd zijn met hun identiteit. Dat antwoorden minister van Binnenlandse Zaken Piet Hein Donner (CDA) en minister van Onderwijs Marja van Bijsterveldt (CDA) op Kamervragen van de PVV.
- Egypte laat 34 politieke gevangenen vrij. Het is de eerste keer sinds de aankondiging van de hervormingen dat politieke gevangenen worden vrijgelaten in het Noord-Afrikaanse land.
- Internetgebruikers in Syrië hebben naar eigen zeggen voor het eerst sinds drie jaar weer toegang tot sociale netwerksite Facebook en videowebsite YouTube. Dit wijst erop dat de regering in Damascus het verbod op de websites heeft opgeheven.
- De website Hetklokhuis.nl van het gelijknamige tv-programma wordt uitgeroepen tot beste kinderwebsite van Nederland. De makers ontvangen in het Nederlands Instituut voor Beeld en Geluid in Hilversum de Gouden Apenstaart.

### 9 februari
- De totale schade als gevolg van de brand bij Chemie-Pack in Moerdijk begin januari komt uit op circa 41,5 miljoen euro.
- De dreiging van een terreuraanslag in de Verenigde Staten is op het hoogste niveau sinds 11 september 2001. Dat zegt de Amerikaanse minister van Binnenlandse Veiligheid, Janet Napolitano, tegen een commissie van het Huis van Afgevaardigden.
- De Amsterdamse woningstichting Rochdale eist 6 miljoen euro terug van de sjoemelende ex-directeur Hubert Möllenkamp.
- Voor de kust van Oman is een onder Griekse vlag varende supertanker door vermoedelijk Somalische piraten gekaapt. Het is volgens het Internationaal Maritiem Bureau de vierde keer sinds 2008 dat een supertanker door piraten is overmeesterd.

### 10 februari
- Na een dag vol geruchten dat de Egyptische president Hosni Mubarak zou aftreden, zegt hij 's avonds zelf in een tv-toespraak dat hij bevoegdheden overdraagt aan vicepresident Omar Suleiman. Hij blijft zelf aan de macht tot de verkiezingen van september.
- Johan Cruijf is terug bij AFC Ajax. De legendarische oud-speler maakt deel uit van een technische commissie die als klankbord van de leiding van de Amsterdamse voetbalclub gaat fungeren.
- Het bedrijf Mountain Top Holding van verslavingsdeskundige Keith Bakker is failliet
- De voortdurende politieke crisis in het West-Afrikaanse Ivoorkust heeft al aan zeker 296 mensen het leven gekost, meldt de VN-vredesmissie UNOCI.
- In de Brabantse gemeente Halsteren komt een man om het leven bij laswerkzaamheden aan een praalwagen.

### 11 februari
- De Egyptische president Hosni Moebarak maakt na achttien dagen van protest tegen zijn bewind zijn aftreden bekend; het leger neemt zijn taken over.
- Chili wordt opgeschrikt door een aardbeving met een kracht van ongeveer 7,0 op de schaal van Richter. De beving doet zich voor op een diepte van circa 18 kilometer. Het epicentrum lag bijna 400 kilometer ten zuidwesten van de hoofdstad Santiago, in de buurt van de stad Concepción.
- Koning Hamad bin Isa Al Khalifa van Bahrein besluit dat elk gezin in het golfstaatje een 'bonus' van 1000 dinar (2000 euro) krijgt.
- Vacansoleil-DCM zet wielrenner Riccardo Riccò per direct op non-actief vanwege zijn bekentenis dat hij zichzelf bloed heeft toegediend, wat in strijd is met de dopingregels.

### 12 februari
- De Groningse kleinkunstenaar Gijs van Rhijn wordt door de jury uitgeroepen tot de winnaar van het Leids Cabaret Festival. Het publiek kiest voor de Vlaming Lennaert Maes.
- FC Barcelona lijdt na zestien overwinningen op rij weer eens puntenverlies. De regerend voetbalkampioen van Spanje moet in de uitwedstrijd bij Sporting Gijon genoegen nemen met een gelijkspel (1-1).
- Reizigers kunnen gratis mee met bussen in Almere. Buschauffeurs rijden zonder geld en kaartjes. Aanleiding voor de actie is de overval op een buschauffeur.
- Op het Zuid-Italiaanse eilandje Lampedusa is de noodtoestand van kracht, omdat binnen enkele dagen duizenden vluchtelingen uit vooral Tunesië aankwamen.

### 13 februari
- De Opperste Raad van de Strijdkrachten, die het in Egypte voor het zeggen heeft sinds de val van president Hosni Mubarak, ontbindt het parlement in de aanloop naar een overgangsperiode naar democratische verkiezingen, zoals de betogers hadden geëist.
- Ongeveer 15.000 roodhemden gaan in Bangkok de straat op om te protesteren tegen de Thaise regering. Roodhemden zijn aanhangers van oud-premier Thaksin Shinawatra en tegenstanders van de huidige regeringsleider Abhisit Vejjajiva.
- Ireen Wüst wordt voor de tweede keer in haar loopbaan wereldkampioene allround. De 24-jarige schaatsster noteert in Calgary op de vijf kilometer een tijd van 6.55,85 en dat is voldoende om het goud te claimen.
- Bij de uitreiking van de BAFTA's wordt The King's Speech, die in totaal zeven prijzen binnenhaalt, uitgeroepen tot beste film.
- In Zwitserland stemt 56,3% van de kiezers tijdens een referendum tegen een strengere wapenwet.

### 14 februari
- De politie in Iran pakt honderden demonstranten op bij een verboden betoging in de hoofdstad Teheran.
- De politie van het Arabische oliestaatje Bahrein schiet met traangas en rubber kogels op betogers. De betogers hadden opgeroepen tot een Dag van de Woede.
- De omstreden plannen van opslag van CO2 in lege gasvelden in het noorden van het land zijn van de baan.
- In Honduras overlijden alle veertien inzittenden van een Let L-410 Turbolet van de lokale maatschappij Central American Airways bij een crash tijdens het landen op de luchthaven van de hoofdstad Tegucigalpa, die bekendstaat als een van de gevaarlijkste ter wereld. Het vliegtuig was afkomstig van 's lands tweede stad San Pedro Sula.

### 15 februari
- De Tweede Kamer stemt in met de benoeming van Marc Dullaert tot de eerste Kinderombudsman. Zijn komst was een wens van PvdA-Kamerlid Khadija Arib, die bijval kreeg in de Tweede Kamer.
- Bij de grote actie in Noord-Brabant onder regie van de nieuwe taskforce georganiseerde criminaliteit zijn negentien hennepkwekerijen ontmanteld en veertien mensen aangehouden.
- De Spaanse wielerbond (RFEC) spreekt wielrenner Alberto Contador vrij van het overtreden van de dopingregels.
- Meer dan duizend scholieren en leraren in Japan lopen een voedselvergiftiging op. Waarschijnlijk hebben zij tijdens de schoollunch met salmonella besmette maaltijden gegeten, zei het stadsbestuur van Iwamizawa.

### 16 februari
- In het kader van de zogeheten Rubygate wordt de Italiaanse premier Silvio Berlusconi aangeklaagd wegens machtsmisbruik en betaalde seks met een minderjarige.
- Stiletto's, valmessen en vlindermessen worden verboden. In de Tweede Kamer bestaat brede steun voor een verbod op deze wapens.
- De Zuid-Russische regio Astrachan wil van 16.500 zwerfhonden af en begint een aanbestedingsprocedure. De regio heeft er 150.000 euro over als een bedrijf bereid is om met eliminatieteams de zwerfhonden te doden.
- Schrijfster Jessica Durlacher wint de Opzij Literatuurprijs. Zij krijgt de onderscheiding, een geldbedrag van 5000 euro, voor de roman De Held.

### 17 februari
- Het Openbaar Ministerie in Egypte laat drie voormalige ministers arresteren. Het gaat om bewindslieden die dienden in kabinetten van de afgetreden president Hosni Mubarak.
- De politie in de Noord-Franse stad Lille houdt tientallen PSV-aanhangers aan. De actie volgt op botsingen tussen de supporters en de ordetroepen in het centrum van de stad.
- Londen laat Tokyo, New York en Parijs achter zich bij de verkiezing van beste winkelstad ter wereld. Uit een studie van het Britse onderzoekscentrum voor detailhandel blijkt dat Londen wereldwijd niet alleen online maar ook in het echte leven de beste winkels ter wereld heeft.
- Het leger in Bahrein neemt de controle over grote delen van de hoofdstad Manamah over, nadat het veiligheidsapparaat met grof geweld een einde had gemaakt aan protesten tegen de regering van koning Hamad bin Isa Al Khalifa.

### 18 februari
- Na 249 dagen verbreekt België het wereldrecord regeringsonderhandelen van Irak. Tienduizenden mensen doorheen het land vieren op cynische wijze het wereldrecord. Achteraf bleek dat er in Cambodja in 2003-2004 een langere formatieperiode was.
- Radicale moslims proberen brand te stichten in de rosse buurt van Tunis, de hoofdstad van Tunesië.
- In Koeweit gaan meer dan duizend statenloze Arabieren de straat op om meer rechten te eisen. Het is de eerste grote betoging in de Golfstaat sinds het begin van de golf protesten in de Arabische wereld in december.
- Zeker twee Duitse militairen komen om het leven door een aanslag op een NAVO-basis in het noorden van Afghanistan. Drie militairen lopen zware verwondingen op en vier collega's raken lichtgewond.

### 19 februari
- Libische veiligheidstroepen treden opnieuw hard op tegen de oppositie in Benghazi, de tweede stad van het Noord-Afrikaanse land. Er wordt onder meer geschoten om de betogers uiteen te drijven.
- De demissionair premier van Kosovo, Hashim Thaçi, tekent een akkoord met een aantal politieke partijen over de vorming van een coalitieregering.
- Het Iraanse familiedrama Nader and Simin: a separation wint op het internationale filmfestival van Berlijn een Gouden Beer. De film van regisseur Asghar Farhadi was voorafgaand aan de 61e editie van het evenement al de favoriet.
- Tommie Christiaan (24) krijgt de hoofdrol in de musical Zorro van Joop van den Ende Theaterproducties. Hij won zaterdagavond de finale van de AVRO-show Op zoek naar Zorro.

### 20 februari
- De CDU van bondskanselier Angela Merkel lijdt een zware nederlaag bij deelstaatverkiezingen in Duitslands tweede stad Hamburg en verliest ongeveer de helft van haar kiezers. De sociaaldemocratische SPD is de grote winnaar en behaalt een absolute meerderheid.
- Bij demonstraties tegen dictator Qadhafi vallen in Libiës tweede stad Benghazi honderden doden. Voor het eerst zijn er ook protesten in de hoofdstad Tripoli, waartegen hard wordt opgetreden. (Lees verder)
- Bij een brand in een kindertehuis in het Estische Haapsalu komen tien kinderen om het leven. 21 februari wordt uitgeroepen tot dag van nationale rouw.
- Uittredend president Yoweri Museveni van de NRM wint de betwiste Oegandese presidentsverkiezingen met 68 procent van de stemmen en kan daarmee aan zijn vierde ambtstermijn beginnen. Uitdager Kizza Besigye van het FDC, die voor de derde keer deelnam, behaalt 26 procent en beschuldigt Museveni van verkiezingsfraude door intimidatie.

### 21 februari
- De Nederlandse politicus Geert Wilders doopt de naar hem vernoemde tulp.
- Libië sluit het luchtruim boven de hoofdstad Tripoli tot nader order. De invloedrijke soennitische geestelijke Yusuf al-Qaradawi zegt dat het leger de Libische leider Muammar Kaddafi moet doden.
- Mario Ancic zet op 26-jarige leeftijd een punt achter zijn tenniscarrière. De Kroaat kampt al lange tijd met knie- en rugproblemen
- Willem Vissers wint de Hard Gras-prijs voor de beste sportjournalistieke prestatie van het jaar 2010 gewonnen. De journalist van de Volkskrant krijgt de prijs voor zijn verslag van de finale om het WK voetbal 2010.

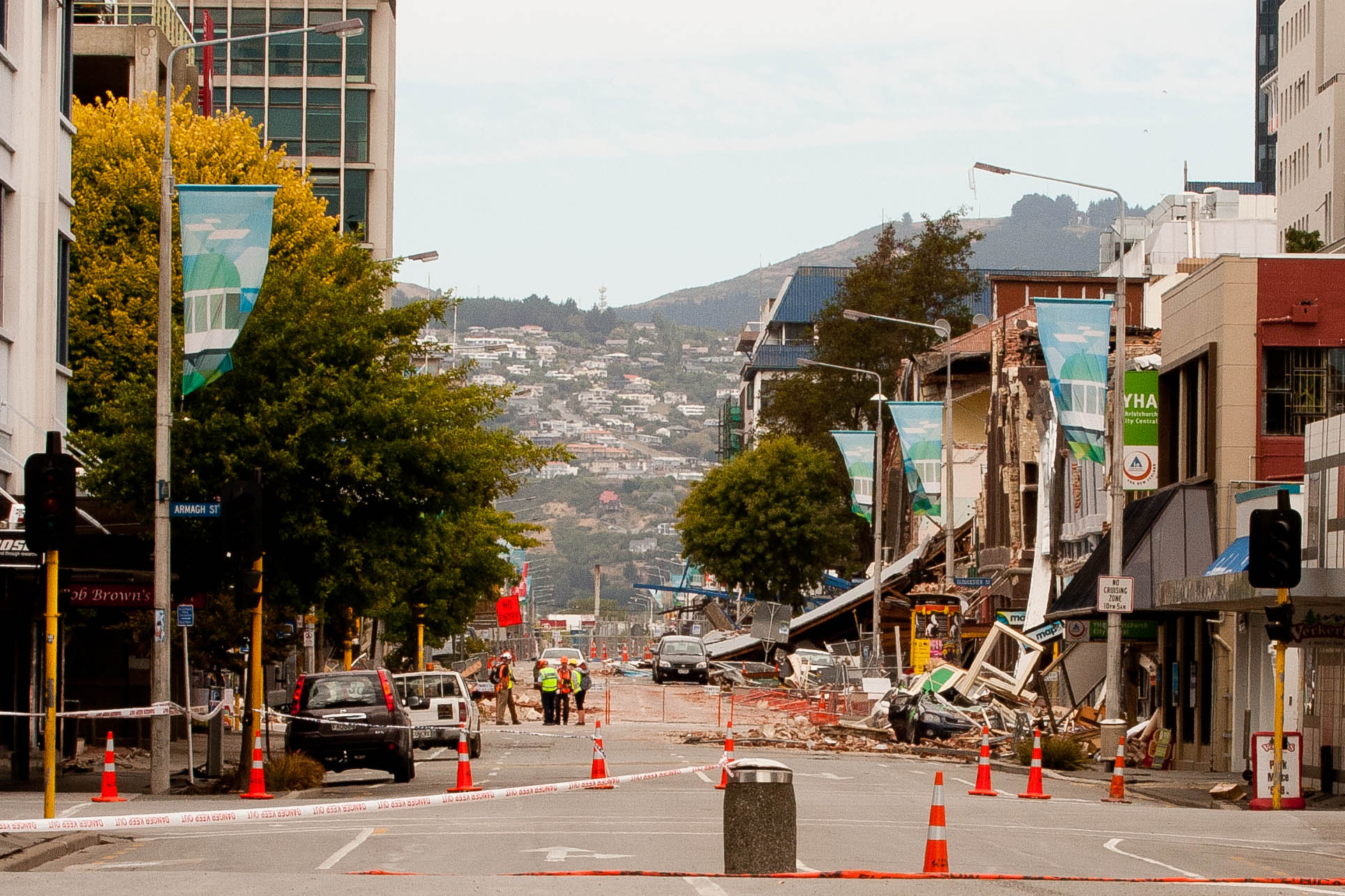
Straat met beschadigde gebouwen in Christchurch

### 22 februari
- Bij een aardbeving in Nieuw-Zeeland komen minstens 181 mensen om. Vooral de stad Christchurch wordt zwaar getroffen. (Lees verder)
- De Libische minister van Binnenlandse Zaken Abdul Fatah Younis, die wordt beschouwd als de tweede man van het land, neemt ontslag en roept het leger op niet meer tegen de demonstranten op te treden. Dictator Qadhafi geeft in een toespraak aan niet van plan te zijn op te stappen, en roept op tot harde actie. De VN-Veiligheidsraad veroordeelt het geweld. (Lees verder)
- De Kosovaars-Zwitserse zakenman Behgjet Pacolli wordt zoals verwacht de volgende president van Kosovo. Het parlement koos voor hem, de enige kandidaat, met een nipte meerderheid van 62 stemmen in het 120 zetels tellende parlement.
- De koning van Bahrein, Hamad bin Isa Al Khalifa, beveelt de vrijlating van alle politieke gevangenen.

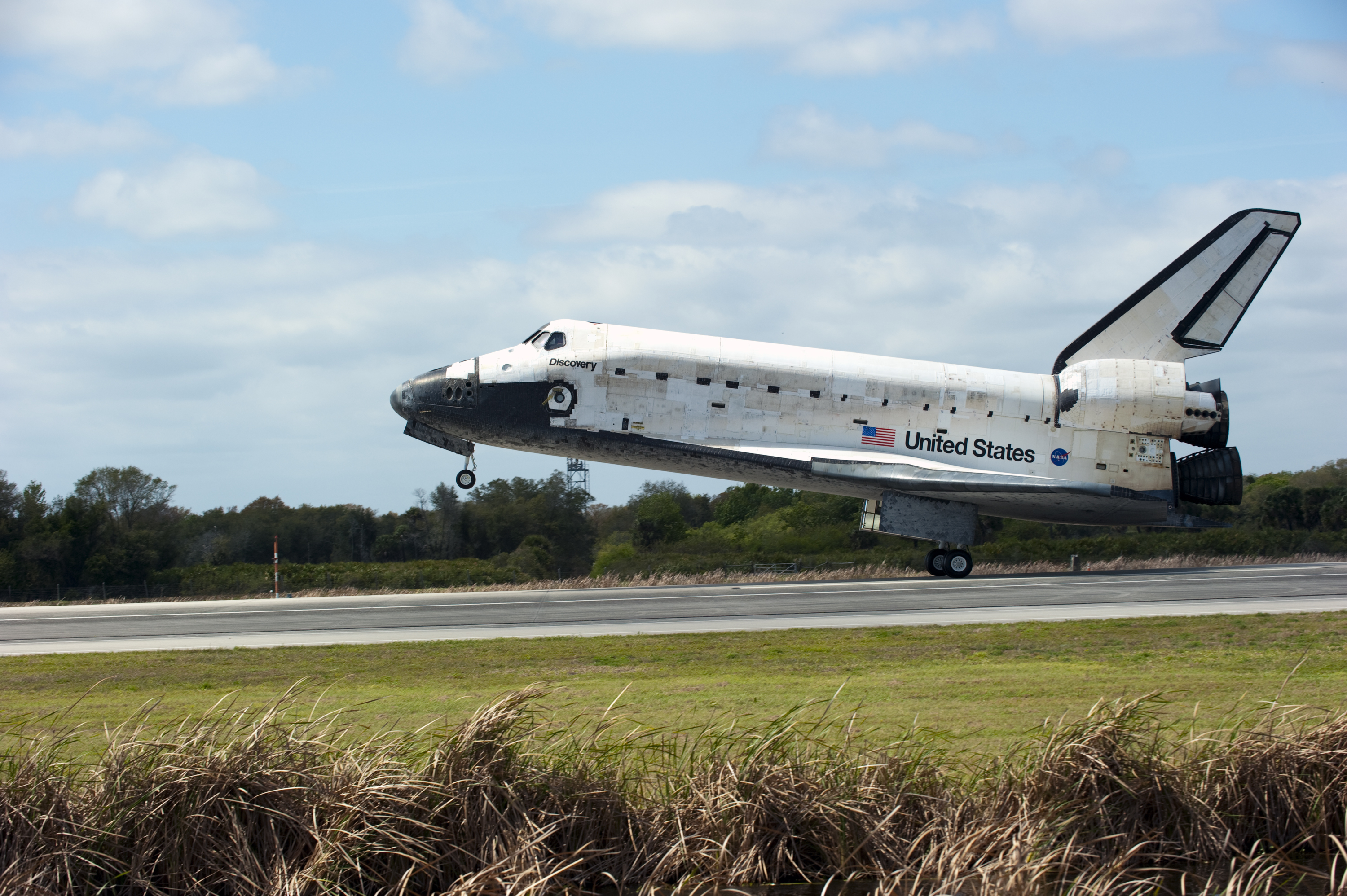
Landing van de spaceshuttle Discovery aan het einde van haar laatste vlucht

### 23 februari
- De Amerikaanse president Barack Obama besluit dat een federaal verbod op het homohuwelijk dat sinds 1996 van kracht is, niet strookt met de grondwet.
- De Universiteit van Bayreuth neemt de Duitse minister Karl-Theodor zu Guttenberg (Defensie) zijn doctorstitel af. De minister kwam in opspraak omdat hij plagiaat heeft gepleegd bij het opstellen van zijn dissertatie.
- In Athene breken gewelddadige rellen uit tussen demonstranten en de oproerpolitie. De demonstratie begint als een protestmars tegen de financiële maatregelen die de Griekse regering wil nemen tegen de schuldencrisis waar het land mee kampt.
- Het Joegoslaviëtribunaal veroordeelt de voormalige Servische politiegeneraal en onderminister Vlastimir Djordjevic tot 27 jaar cel wegens oorlogsmisdaden in Kosovo in 1999. De rechters achten hem schuldig aan de moord op zeker 724 Kosovo-Albanezen.

### 24 februari
- Een rechtbank in de Amerikaanse staat Virginia veroordeelt een 21-jarige man tot 25 jaar gevangenisstraf, omdat hij de makers van de tekenfilmserie South Park heeft bedreigd. Ook spande hij samen met radicaalislamitische terroristen.
- Zwitserland blokkeert alle bankrekeningen in het Alpenland waarop geld staat dat mogelijk toebehoort aan de Libische leider Moammar Kadhafi of zijn familieleden.
- De overgang van technisch directeur Martin van Geel van Roda JC naar Feyenoord is rond. De 50-jarige Brabander treedt komende zomer in dienst bij de Rotterdamse voetbalclub, waar hij als speler tussen 1988 en 1990 actief was.
- De Chileense voetbalbond stelt opnieuw een Argentijn aan als bondscoach van het Chileens voetbalelftal. Claudio Borghi volgt zijn landgenoot Marcelo Bielsa op.

### 25 februari
- De Libische leider Moammar Kadhafi zweept zijn aanhangers opnieuw op tegen de buitenwereld en de betogers. "Wees bereid Libië te verdedigen", zegt hij tegen enkele duizenden toeschouwers op het Groene Plein, in het centrum van de hoofdstad Tripoli.
- Saoedi-Arabië schroeft de olieproductie op naar negen miljoen vaten per dag vanwege de onrust in de Arabische wereld.
- De Partij voor de Dieren spant een kort geding aan tegen de NOS om deelname af te dwingen aan het laatste NOS-debat voor de provinciale verkiezingen.
- Vanaf het Kennedy Space Center in Florida vertrekt de spaceshuttle Discovery voor haar laatste vlucht.
- Een toeleverancier van de diervoederindustrie in de Duitse deelstaat Hessen heeft ingrediënten met een te hoog dioxinegehalte uit Nederland gekocht.
- Andy van der Meyde stopt met voetballen. De oud-international stond vorig seizoen nog enige tijd onder contract bij PSV.

### 26 februari
- De gemeente Alphen aan den Rijn stopt met een proef waarbij sollicitaties voor een baan bij de gemeente anoniem worden behandeld.
- De Vlaamse komische serie FC De Kampioenen komt na 21 jaar definitief ten einde.
- Rotterdam krijgt een nieuw dance-evenement, het Now & Wow festival. Het muziekevenement volgt de Dance Parade op, dat in 2010 ter ziele ging vanwege het aangescherpte evenementenbeleid in de havenstad.
- Sebastian Langeveld wint de Omloop Het Nieuwsblad. De Nederlandse wielrenner uit de Raboploeg verslaat na ruim 200 kilometer met start en finish in Gent de Spanjaard Juan Antonio Flecha in een sprint.

### 27 februari
- Opstandelingen in Libië nemen bezit van de stad Zawiyah, vijftig kilometer ten westen van hoofdstad Tripoli.
- De Tunesische premier Mohamed Ghannouchi treedt af, omdat hij te nauwe banden zou hebben met de verdreven president Zine al-Abidine Ben Ali.
- De onrust in de Arabische wereld bereikt ook Oman. In de noordelijke stad Sohar raken demonstranten slaags met de politie.
- Bij parlementsverkiezingen in Ierland lijdt de conservatieve Fianna Fáil van premier Brian Cowen een historische nederlaag, onder meer ten voordele van de centristische Fine Gael.
- Ajacied Luis Suárez bijt tijdens het duel PSV–Ajax (0-0) in het sleutelbeen van PSV'er Otman Bakkal.

### 28 februari
- In Libië worden drie Nederlandse militairen gearresteerd terwijl ze een poging uitvoeren met een helikopter een tweetal personen te evacueren.
- De Britse film The King's Speech krijgt op de 83ste Oscaruitreiking vier Oscars, waaronder die voor Beste Film en voor Beste Regisseur.
- In Tsjaad behaalt de MPS van president Idriss Déby een absolute meerderheid bij parlementsverkiezingen. Samen met enkele bondgenoten haalt de partij 133 van de 188 zetels in het parlement binnen. De UNDR van Saleh Kebzabo wordt met tien zetels de grootste oppositiepartij en is naar eigen zeggen tevreden met haar resultaat.

## Overleden
← · januari · februari · maart · april · mei · juni · juli · augustus · september · oktober · november · december ·  →